# Privas
Privas Franciaország egyik városa, Auvergne-Rhône-Alpes régióban. Ardèche megye székhelye (prefektúra).

## Történelme
Privas területén a Meroving‑dinasztia idejében egy kisebb erődítmény állt, amellé egy apró település költözött. A 10. századtól a toulouse-i herceg vált a terület tulajdonosává, ám hamar átengedte a birtokot Valence grófjának, Poitiers urának, aki városfallal vette körbe a települést, amely ekkor már két negyedből (Bize és Clastre) állt.
1281-ben Aymar de Poitiers a városnak vásártartási, bíráskodási és katonai jogokat adományozott így megindítva a város gyarapodását, amely két új városrész kialakulásában mutatkozott meg.
A 15. századra a településen kisebb kézművesipar is kialakult, takácsok, molnárok jelentek meg a városban, azonban a lakosság nagy része továbbra is nagyban kötődött a mezőgazdasághoz.
1534-ben Jacques Vallier privas-i pap kezdte el hirdetni a protestáns eszméket a településen, amely hamar átállt az új hitre. A vallásháborúk során sokszor a katolikus kereszttűzben lévő település a hugenották és a kálvinisták legjelentősebb központjává vált. Az 1598-as nantes-i ediktum rövid időre vallásszabadságot biztosít lehetővé téve a város gyors ütemű fejlődését.
1612-ben protestáns zsinat helyszíne volt a város, ahol a reformegyházak összefogtak a katolikus egyház elleni harcban. 1620-ban a nagyrészt protestáns lakosság fellázadt, amikor Jacques de Chambaud, a hugenották vezérének özvegye, a Privas bárója cím örököse katolikushoz ment feleségül. A felkelést a király segítségével verték le, és lerombolták a protestánsok által épített erődítményeket, amelyeket azonban a lakosság által megválasztott új báró hamar visszaépíttetett. Végül, 1629-ben a király 20 000 fős hadsereggel rontott a városnak, amelyet mintegy 1600 katona védett, és két hetes ostrom után bevette azt, majd földig romboltatta.
Privas újratelepülése 1637 környékén kezdődött csak meg, ám már jóval szerényebb települést fejlődött a korábbi központ helyén. A 18. században nagyban növekedett a város gazdasága, bekapcsolódott a Rhône menti kereskedelembe. Az 1789-es forradalom alapvetően kevés pusztítást okozott Privas-ban.
A 19. század elején több vasércbányát létesítettek a környéken, ami nagyban elősegítette a vasút gyors megjelenését az 1860-as években. Mindazonáltal nem jellemezte komolyabb fejlődés a települést sem a 19., sem a 20. század során.

## Népesség
| Lakosok száma | 10 080 | 10 345 | 10 080 | 8624 | 8305 | 8321 | 8266 | 8465 | 8567 | 8552 |
|               | 1968   | 1982   | 1990   | 2006 | 2013 | 2015 | 2017 | 2019 | 2020 | 2022 |

## Nevezetességei
- XIII. Lajos-híd
- Montoulon